# Турівське князівство
Турівське князівство (Турово-Пинське, Турово-Пінське, Туровське) — руське князівство Х-XIV століть у складі Київської Русі і Великого князівства Литовського. Столиця князівства — місто Турів. З середини XII ст. вотчина княжої гілки Рюриковичів — Ізяславичів Турівських.
Розміщене в центральній частині правобережного Полісся; північна, більша частина лежала на території, заселеній дреговичами, менша, південно-східна — деревлянами. У наші часи більша частина території Турівського князівства перебуває у складі Республіки Білорусь, південні райони у складі України. В етнографічному плані територія князівства належить до україно-білоруської етнічної межі.

## Історія

### Перші згадки
Праліси і багна убезпечували мешканців Турівсько-Пінського князівства від наїздів південних кочовиків. Основою прожитку було хліборобство, полювання, рибальство та бджільництво; через Турівсько-Пінське князівство проходили важливі торгові шляхи: водний і сухопутний з Києва до Польщі та сухопутний з Києва на Литву і до балтійських країн, що сприяло економічному і політичному піднесенню Турівсько-Пінського князівства (зокрема у стосунках з Польщею і Литвою).
На півдні й заході Турівське князівство межувало з Волинською, на сході — з Київською, а на півночі — з Полоцькою землями.
Найдавніші, згадувані літописцем міста: Турів, який був політичним центром князівства (980) та Пінськ (1097 і 1166).

### Під владою київських князів
За Володимира Святославича Турово-Пінське князівство увійшло до складу Київської держави (вже з кінця IX ст. було під її впливом).
У 980 першим київським намісником князівства став син Володимира Святополк Окаяний.
Великий князь київський Ярослав Мудрий посадив у Турові свого старшого сина Ізяслава. Після смерті Ярослава Турівське князівство залишилось під управлінням київського князя. Після загибелі Ізяслава у 1078 році, Турівське князівство перейшло до його молодшого сина, Ярополка Ізяславича, а згодом у 1088 році до другого сина — Святополка, який княжив до 1093 року.

### Князівство за правлінняІзяславичів
1157 князь-ізгой Юрій Ярославич, онук Святополка Ізяславича, самовільно захопив Турів і спромігся відстояти його в боротьбі з коаліцією, що її організував великий князь київський. З цього моменту Турівське князівство закріпилося за Юрієм в якості вотчини. До князівства належали також Пінськ і Дубровиця, які незабаром стали уділами синів Юрія. Відомості про них у літописі уривчасті. 1168 Турів належав Івану Юрійовичу, тоді ж згадано його брата Святополка. 1184 Туровом володів уже Святополк (п. 1190), Пінськом — Ярослав, а Дубровицею — Гліб, який помер 1196, будучи князем турівським.
На початку XIII ст. Турів поступився політичним значенням Пінську, князі котрого з 1204 по 1229 були учасниками низки коаліцій південноруських князівств. 1223 ряд удільних князів Турівсько-Пінської землі (серед них незаперечно атрибутовано Олександра Дубровицького) брали участь у битві на Калці. Після того, як монголи 1240 спалили багато міст, значення вцілілого Пінська ще більше зросло. Сюди 1241 перенесли з Турова єпископську кафедру. 1240—1244 роках Пінськом володів кн. Михайло, важливий союзник Данила Галицького. 1251 року пінських князів згадано у множині. Вони намагалися балансувати між новими центрами сили — Галицько-Волинським князівством, Литвою і Золотою Ордою. 1263 Пінськ надав прихисток литовському князю Войшелку і військову допомогу у відновленні контролю над Литвою. 1275 пінські й турівські князі брали участь у поході на Литву, що його організували монголи. 1292 одна з гілок місцевої династії володіла Степанню, яка, імовірно, виділилася з Дубровицького уділу.

### У складі Великого князівства Литовського
Користуючися з незгод у Золотій Орді та вигасання Галицько-Волинської династії Романовичів у 1330 роках, землі Турівського князівства опанувало Велике князівство Литовське, й вони повністю потрапили під владу представників литовської династії Гедиміновичів. За відомостями пізніх білорусько-литовських літописів, Пінськ перейшов у власність великого князя і став одним з уділів Наримунта Гедиміновича, потім — його нащадків. Поряд із цим різні гілки місцевої династії продовжували володіти рештками князівства. Серед них в актових документах кінця XIV ст. фігурують Іван Семенович Степанський, Давид Дмитрович Городецький (за центром його уділу надалі закріпилася назва Давид-Городок) та його брати Іван і Юрій. Останній незаперечний представник цієї династії Митко (Дмитрій) Давидович Городецький помер після 1432 року. Потім Городець і Турів дісталися Свидригайлу Ольгердовичу, а Дубровиця і Степань — князю Юрію Семеновичу Гольшанському.

## Князі
- Тур[3] (кінець Х ст.)

Рюриковичі
- Святополк Окаянний (990—1013)
- Ізяслав Ярославич (1042—1052)
- Ярополк Ізяславич (1078—1086)
- Святополк Ізяславич (1088—1093)

Турів у складі Київської Русі.

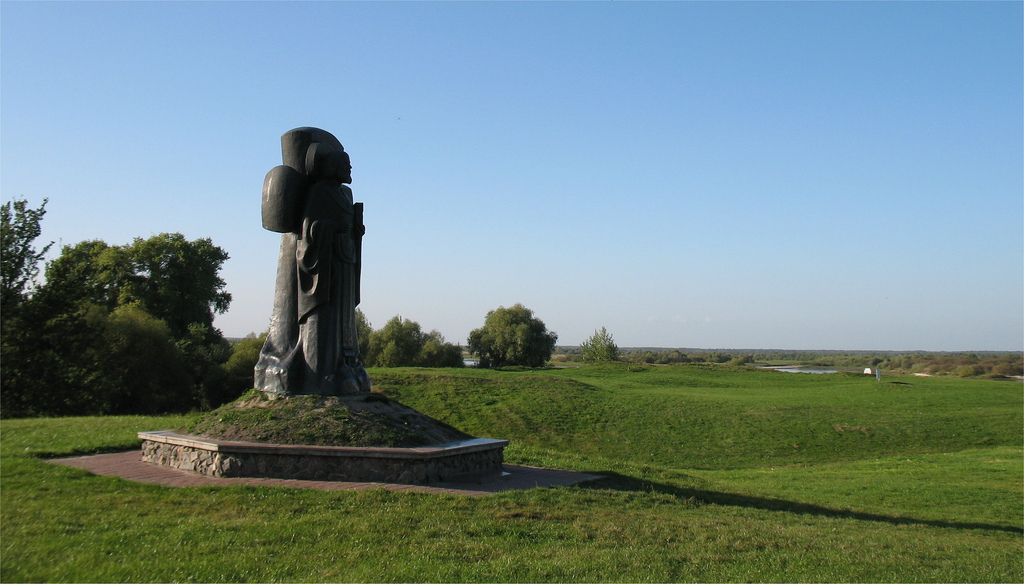
Пам'ятник Кирилові Турівському на Замковій горі.

- Брячислав Святополкович (1110—1123)
- Ізяслав Святополкович (1123—1123)
- В'ячеслав Володимирович (1125—1142)
- Святослав Всеволодович (1142—1142)
- В'ячеслав Володимирович (1142—1146)
- Ярослав Ізяславич (1146—1148)
- Юрій Ярославич (1148—1150)
- Андрій Юрійович Боголюбський (1150—1151)
- Юрій Ярославич (1151—1154)
- Святослав Всеволодович (1154—1154)
- Борис Юрійович (1154—1157)
- Юрій Ярославич (1157—1168)
- Іван Юрійович (1168—1170)
- Святополк Юрійович (1170—1190)
- Гліб Юрійович (1190—1195)

#### На початку XIIIст. центр князівства перемістився доПінська
- Андрій Іванович (1195—1223)
- Юрій Андрійович (1223 — ?)
- Семен Юрійович (ХІІІ ст.)

Гедиміновичі
- Наримунт Гедимінович (1330 — 1348)
- Михайло Наримунтович (1348  — 1355)
- Василь Михайлович (? — 1392)
- Семен Васильович[4] (1398—1399)

## Нащадки
Нащадками турівських князів вважаються представники відомих українських шляхетських династій — князі Острозькі і Святополк-Четвертинські.

## Визначні представники
Найбільш відомим представником Турівського князівства в нашій історії був Кирило Турівський, філософ і церковний письменник ХІІ ст.